# The Braxtons
The Braxtons var en amerikansk R&B-grupp grundad 1989 bestående av systrarna Toni, Tamar, Trina, Towanda och Traci Braxton. Gruppen släppte sin första singel, "Good Life", 1990 med ett planerat debutalbum under produktion. Singeln såg dessvärre ingen framgång och syskonen blev sparkade av sitt skivbolag Arista Records innan albumet han ges ut. 
En tid senare hoppade Toni av gruppen för att satsa på en solokarriär. De fyra kvarvarande medlemmarna Trina, Tamar, Traci och Towanda släppte 1996 sitt första studioalbum So Many Ways på Atlantic Records. Traci fick under tiden veta att hon väntade sitt första barn och hoppade då av. När även Tamar lämnade gruppen en tid senare efter debutskivans release splittrades gruppen officiellt. Fyra singlar gavs ut från So Many Ways, varav tre blev topp-30 hits i England.  
Toni Braxton, som hoppade av gruppen först, hade en tid senare enorm framgång som soloartist, Tamar släppte sitt soloalbum, Tamar, men har sedan dess mest jobbat som musikproducent. De tre andra syskonen har, efter uppbrottet, haft roller i olika pjäser och musikaler.

## Diskografi
Studioalbum
- 1990: The Braxtons (outgivet)
- 1996: So Many Ways

Singlar
- The Braxtons 1990:

1. Good Life

- So Many Ways 1996:

1. So Many Ways
2. Only Love
3. The Boss
4. Slow Flow